# Tetralaucopora
Tetralaucopora är ett släkte av skalbaggar. Tetralaucopora ingår i familjen kortvingar.
Kladogram enligt Catalogue of Life:
| Tetralaucopora | \| \| Tetralaucopora americana \| \| \| \| \| \| Tetralaucopora fuliginosa \| \| \| \| |
|                | \| \| Tetralaucopora americana \| \| \| \| \| \| Tetralaucopora fuliginosa \| \| \| \| |
|                | Tetralaucopora americana                                                               |
|                |                                                                                        |
|                | Tetralaucopora fuliginosa                                                              |
|                |                                                                                        |